# Srbsko-črnogorska hokejska reprezentanca
Srbsko-črnogorska hokejska reprezentanca je sodelovala na treh Svetovnih hokejskih prvenstvih, od tega vsakokrat v tretjerazredni Diviziji II. 
Reprezentanca je naslednica Jugoslovanske hokejske reprezentance, ki je razpadla zaradi preimenovanja države leta 2003 v Srbijo in Črno goro. Leta 2006 je zaradi odcepitve Črne gore razpadla tudi Srbija in Črna gora ter se preimenovala v Srbijo. Skladno s tem se je reprezentanca preimenovala v Srbsko hokejsko reprezentanco, kar je pomenilo uradni konec Srbsko-črnogorske hokejske reprezentance. 

## Nastopi na Svetovnih prvenstvih

### Svetovno prvenstvo 2004 D2
Uvrstitev: 2. mesto

#### Tekme
| Srbija in Črna gora | 7 - 2  | Severna Koreja |
| Srbija in Črna gora | 16 - 3 | Južna Afrika   |
| Srbija in Črna gora | 9 - 2  | Bolgarija      |
| Srbija in Črna gora | 20 - 2 | Nova Zelandija |
| Srbija in Črna gora | 3 - 14 | Litva          |

### Svetovno prvenstvo 2005 D2
Uvrstitev: 2. mesto

#### Tekme
| Srbija in Črna gora | 6 - 0  | Španija        |
| Srbija in Črna gora | 1 - 5  | Izrael         |
| Srbija in Črna gora | 7 - 1  | Severna Koreja |
| Srbija in Črna gora | 11 - 2 | Islandija      |
| Srbija in Črna gora | 5 - 2  | Belgija        |

### Svetovno prvenstvo 2006 D2
Uvrstitev: 4. mesto

#### Tekme
| Srbija in Črna gora | 4 - 1  | Španija      |
| Srbija in Črna gora | 2 - 2  | Belgija      |
| Srbija in Črna gora | 2 - 4  | Bolgarija    |
| Srbija in Črna gora | 14 - 5 | Južna Afrika |
| Srbija in Črna gora | 1 - 11 | Romunija     |

## Selektorji
- Marko Zidjarević (2004)
- Nenad Ilić (2005)
- Vitalij Stain (2006)

## Statistika
- Prva tekma: ?
- Najvišja zmaga: 16. april 2004 v Ledeni dvorani Elektrenai, Litva: Srbija in Črna gora  20-2  Nova Zelandija
- Najvišji poraz: 18. april 2004 v Ledeni dvorani Elektrenai, Litva: Srbija in Črna gora  3-14  Litva

- Največ točk: ?
- Največ nastopov: ?